# Sint-Jozefkapel (Sint-Pieters-Rode)

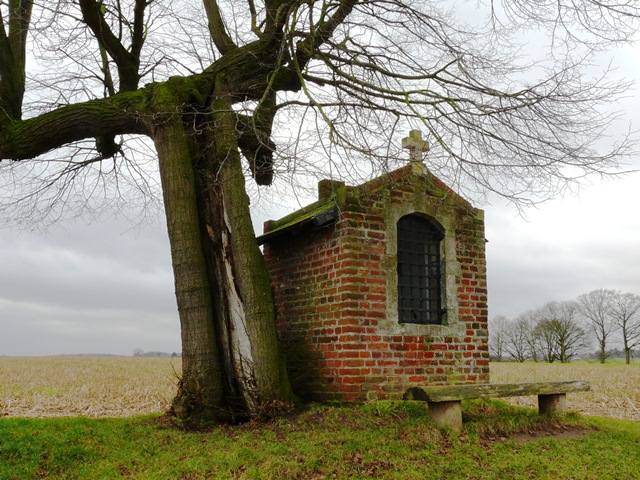
De Sint-Jozefkapel

De Sint-Jozefkapel is een pijlerkapel in Sint-Pieters-Rode (Holsbeek).
De kapel werd gebouwd aan het begin van de 19e eeuw en staat in een veld nabij de weg naar Lubbeek (Peerse) onder een lindenboom. De kapel is opgetrokken uit baksteen met zandstenen omlijsting. In een nis is een beeld van de heilige Jozef aangebracht. De kapel werd in 2021 beschadigd door vandalen.